# Arinda da Cruz Sobral
Arinda da Cruz Sobral (Rio de Janeiro, 4 de agosto de 1883 – 1981) foi uma professora e arquiteta brasileira. 
É considerada a primeira arquiteta do Brasil, formada pela Escola de Belas Artes da Universidade Federal do Rio de Janeiro. Arinda foi responsável pelo primeiro projeto feito por uma mulher no país, a Capela São Silvestre, finalizada em 1918, no Rio de Janeiro, hoje localizado em um área tombada pelo Instituto do Patrimônio Histórico e Artístico Nacional (IPHAN), no Parque Nacional da Tijuca.
É possível que Arinda seja a primeira mulher formada em arquitetura da América Latina.

## Biografia
Arinda nasceu em 1883, na então capital federal do Rio de Janeiro. Era filha de Margarida Perpétua da Cruz Sobral e João José Sobral. Tinha uma irmã, Palmyra da Cruz Sobral, também era professora. Sua família não era rica, mas pertencia a uma classe média urbana emergente por conta do funcionalismo público da capital. Cursou a Escola Normal em 1906 e se estabeleceu como professora da Prefeitura do Distrito Federal.
Arinda dava aulas na rede municipal, no Instituto Profissional Feminino e em colégios da área de São Cristóvão, próximo à Quinta da Boa Vista como o Colégio Nilo Peçanha, havia um ano quando ingressou no curso de arquitetura da Escola Nacional de Belas Artes, hoje pertencente à Universidade Federal do Rio de Janeiro em 1907 que, até a década de 1930, foi a única escola a oferecer o curso de arquitetura no Brasil. Era a primeira e única mulher da turma. Arinda se formou em 1914 e teve seu nome publicado em 16 de dezembro de 1911 no jornal O Paiz, de grande circulação na cidade do Rio de Janeiro, que registrou o fato de Arinda ser a primeira mulher a se formar num curso de arquitetura no Brasil.
Aprovada com distinção em todas as disciplinas, Arinda também participou de exposições e concursos de trabalhos durante a graduação. Em 1908 e 1909, recebeu o segundo e o terceiro lugar respectivamente no concurso da aula de desenho figurado. O trabalho de 1909 foi incluído na Exposição de Trabalhos do ano letivo.
Seu projeto mais conhecido é a Capela São Silvestre, situada no caminho para o Corcovado na região do Parque Nacional da Tijuca. Construída antes de erigirem a estátua do Cristo Redentor, a inauguração da capela se deu em 24 de dezembro de 1911 e no dia 31 de dezembro houve a festa de ano novo e comemoração do dia do santo homenageado, São Silvestre. Em ambas as ocasiões, o então presidente da República, Hermes da Fonseca, esteve presente.
Apesar disso, Arinda continuou trabalhando como professora, sendo inclusive diretora de escola.

## Vida pessoal
Arinda se casou em 1923 com João Henrique Belhan, funcionário do Tesouro Nacional, passando a adotar o nome de Arinda Sobral Belham. Sabe-se que o casal teve ao menos uma filha, Margarida, que faleceu aos seis anos.

## Morte
Arinda morreu em 1981, no Rio de Janeiro, aos 98 anos.